# Paul Taylor Dance Company
La Paul Taylor Dance Company è una compagnia di danza contemporanea, formata dal famoso ballerino e coreografo Paul Taylor. La compagnia ha sede a New York ed è stata fondata nel 1954.
Paul Taylor originariamente si era esibito nelle compagnie di Merce Cunningham, Martha Graham e George Balanchine, ma successivamente fondò la propria compagnia di danza. Tra i ballerini e i coreografi emersi dalla sua compagnia ci sono Twyla Tharp, David Parsons, Laura Dean, Dan Wagoner, Elizabeth Keen, Christopher Gillis, Senta Driver, Amy Marshall e Lila York.

## Storia
La Paul Taylor Dance Company e la Paul 2 Taylor Dance Company, creata nel 1993, iniziarono come una piccola compagnia e in seguito furono ampliate. Nel 1997 la compagnia è stata in tutta l'India per celebrare il 50º anniversario della nazione. Nell'estate del 2001 è stata in tournée nella Repubblica popolare cinese e ha danzato in sei regioni, quattro dei quali non avevano mai visto la danza moderna americana prima di allora. Le esibizioni della compagnia in Cina nel novembre del 2007 hanno costituito la loro quarta tournée nel paese. Una delle prime compagnie itineranti della danza moderna americana, si è "esibita in più di 500 città in 62 paesi e dedica ancora oltre la metà di ogni stagione di spettacoli in tournée nelle città americane. Iniziarono la loro prima esibizione in Europa nel 1960 e visitarono il Sud America con diversi programmi. La compagnia è apparsa in programmi PBS nove volte. Nel 1999, la serie PBS American Masters ha trasmesso il documentario candidato all'Oscar di Matthew Diamond su Paul Taylor e la sua compagnia, Dancemaker. Twyla Tharp entrò nella Paul Taylor Dance Company nel 1963 e due anni dopo formò la propria compagnia, Christopher Gillis entrò nel 1976. Fu membro fino alla sua morte nel 1993. Bettie de Jong entrò a far parte della Taylor Company nel 1962. Notata per la sua forte presenza scenica e l'alta figura, è stata la partner di danza preferita di Paul Taylor e, come direttrice delle prove, è stata il suo braccio destro negli ultimi 51 anni e ha terminato la sua carriera di ballerina nel 1985.
Nel 2005 è stata tra le 406 istituzioni artistiche e sociali di New York a ricevere parte della sovvenzione da $ 20 milioni della Carnegie Corporation, che è stata resa possibile grazie a una donazione del sindaco di New York Michael Bloomberg.

## La scuola Paul Taylor
La Taylor School ha insegnato lo stile di Taylor ballerini di livello professionale dal 1984. Raegan Wood è il direttore della scuola. Tutte le lezioni a scuola sono tenute da alunni della compagnia Taylor, ma l'istruttore principale è l'ex allieva Reagan. La scuola è per i più piccoli, gli adolescenti e gli adulti con qualsiasi livello di esperienza. Hanno 7 diversi livelli in cui gli studenti si muovono a seconda dei progressi. Questi livelli comprendono: Taylor Tots (Età 2-3 con un adulto), Livello 1 (età 4-6), Livello 2 (età 7-9), Livello 3 (età 10-12), livello 4 (età 13-18 anni). ), Advanced Taylor Teen (età 14-18) e Open Level Modern (Adulti). Quelli nuovi per la danza sono accettati in tutti i livelli eccetto l'Advanced Taylor Teen. Le lezioni Advanced Taylor Teen sono rivolte a coloro che hanno già conseguito un alto livello tecnico e devono essere in grado di imparare rapidamente. Quindi, in sostanza, questi ballerini devono avere molta esperienza. Le lezioni per gli studenti più giovani si concentrano principalmente sul movimento creativo e sulla danza moderna, mentre gli studenti più grandi imparano attraverso lo stile coreografico di Paul Taylor e la sua tecnica a livello di compagnia. Nella classe di livello 1 gli studenti imparano le basi della danza moderna. Questo programma è stato una nuova aggiunta alla scuola di Taylor. Tutti i livelli enfatizzano la combinazione di atletismo e talento artistico per cui la compagnia di danza è conosciuta.

## Premi
- Kennedy Center Honors (1992)
- MacArthur Fellowship (1985)
- Primetime Emmy Award alla miglior coreografia (1992)
- Guggenheim Fellowship for Creative Arts (1961)
- Bessie Lifetime Achievement Award (2012)[2]

## Spettacoli e repertorio
La Taylor Company ha viaggiato in tutto il mondo più volte e si è esibita in più di 540 città e in sessantaquattro paesi. Hanno rappresentato gli Stati Uniti nei festival d'arte, in oltre quaranta paesi. La compagnia è diventata una delle migliori organizzazioni di danza del mondo. A marzo 2016 la Paul Taylor Dance Company ha presentato per la prima volta in cinquantotto anni la sua stagione annuale di spettacoli di New York. Si esibirono in più di ventidue danze, ma solo tre delle ventidue erano le più importanti ed esportate, alcuni dei lavori di Taylor erano i migliori. House of Joy è la prima danza importante. Aveva una piccola trama, ma era uno schizzo di una metà del XX secolo. Le caratterizzazioni sono state le più memorabili. Poi c'è stato l'Uncommitted e questo ha lasciato un messaggio al pubblico che, anche se ci sentiamo soli, apparteniamo ancora a una comunità. Infine c'é stato Aureole e questo ha dimostrato la forte ossatura della danza lirica di Taylor. La compagnia si è anche esibita al Sarasota Ballet. Hanno eseguito tre balli dal 1988 al 2007 e hanno creato un qualche tipo di collegamento con quelli del pubblico. Ad aprire lo spettacolo c'è stato "Brandenburgs", è stato creato quasi trenta anni fa, ma era per gli amanti della danza pura. Poi c'è stato questo chiamato "Lines of Loss". Questa danza è stata coreografata nel 2007 e faceva riferimento a piccole morti quotidiane. Uno dei ballerini disse che "Taylor potrebbe aver riflettuto sulla propria mortalità". Il "Black Tuesday" ha dimostrato come la vita combini tragedia e umorismo. Questo è stato l'ultimo pezzo della serata di Taylor ed era una serie di studi sui personaggi delle avversità economiche umane. I ballerini si sono esibiti di fronte a proiezioni sullo sfondo che cambiano in costumi d'epoca e alle canzoni popolari dell'epoca. Lo stile di danza di Taylor è potente, vario e in continua crescita e continua a produrre almeno due nuove danze ogni anno.

## Maestri di ballo
- Raegan Wood
- Joao Mauricio Carvalho
- Richard Chen See
- Amy Young

## Membri della compagnia
| Nome                    | Breve curriculum |
| ----------------------- | --- |
| Michael Trusnovec       | ha ballato con Taylor 2, Cortez & Co. danza contemporanea / balletto e Corbin Dances. |
| Robert Kleinendorst     | ha ballato con il Gail Gilbert Dance Ensemble e con Cortez & Co. dopo essersi trasferito a New York. |
| James Samson            | ha studiato come studente con borsa con il David Parsons New Arts Festival, Pilobolus Intensive Workshop, Alvin Ailey Summer Intensive ed è entrato nel PTDC nel febbraio 2001. |
| Michelle Fleet          | si è esibita in opere di Bill T. Jones, Merce Cunningham, Kevin Wynn, Carlo Menotti, ed entrò nella Paul Taylor Dance Company nel settembre 2002. |
| Parisa Khobdeh          | ha frequentato i corsi di danza intensiva di Paul Taylor e Martha Graham a New York ed è entrata nella Paul Taylor Dance Company all'American Dance Festival nell'estate 2003. |
| Sean Mahoney            | è stato scelto come uno dei primi membri della Paul Taylor 2 Dance Company nel 1993 e ha ballato per David Parsons, Alex Tresor e Geoffrey Doig-Marx. |
| Eran Bugge              | si è esibito in opere di Amy Marshall, Katie Stevinson-Nollet, Jean Grand-Maitre e si è unito alla Paul Taylor Dance Company nell'autunno del 2005. |
| Francisco Graciano      | è stato membro di TAKE Dance Company, Michael Mao Dance, Cortez & Co. insieme ad un paio di altri. È entrato a far parte della Paul Taylor Dance Company in Spagna nell'estate 2006. |
| Laura Halzack           | si è esibita con l'Amy Marshall Dance Company, la Syren Modern Dance e ha studiato alla scuola Taylor per due anni prima della compagnia nell'estate 2006 |
| Jamie Rae Walker        | si è esibita con l'American Repertory Ballet mentre studiava balletto e si unì alla Paul Taylor Dance Company nell'estate del 2008. |
| Michael Apuzzo          | ha ballato e coreografato in compagnie universitarie e si è unito alla Paul Taylor Dance Company nell'autunno 2008. |
| Michael Novak           | ha eseguito brani di Bill T. Jones, Stephen Petronio, Vaslav Nijinsky e ha partecipato al Taylor Summer Intensive prima di entrare a far parte della compagnia nell'estate del 2010. Nel maggio 2018 Paul Taylor ha annunciato personalmente che il signor Novak sarebbe stato nominato direttore artistico designato della Paul Taylor American Modern Dance con effetto dal 1 luglio 2018. |
| Heather McGinley        | è stata membro della Graham II per due stagioni e ha partecipato nel 2010 alla Taylor School, quindi è entrata a far parte della compagnia nella primavera del 2011. |
| George Smallwood        | è entrato a far parte della Paul Taylor Dance Company nella primavera del 2011 e successivamente è rientrato nell'estate 2012. |
| Christina Lynch Markham | ha ballato con la Amy Marshall Dance Company, Stacie Nelson e la Dance Theatre Company. Si è unita alla Paul Taylor 2 Dance Company nell'estate 2008 e alla compagnia nella primavera del 2013. |
| Madelyn Ho              | si è esibita con Urbanity Dance e si è unita alla Paul Taylor Dance Company nella primavera 2015. |
| Kristin Draucker        | ha ballato con Michael Mao Dance, ArmitageGone! Dance, New Chamber Ballet da quando si è trasferita a New York e si è unita alla Paul Taylor Dance Company nell'inverno 2017. |

## Consiglio di amministrazione
La compagnia è un'organizzazione benefica e senza fini di lucro gestita da un consiglio di amministrazione, che comprende Taylor, oltre al presidente C. F. Stone III e ai vicepresidenti Elise Jaffe, Scott King, Max R. Shulman, Stephen D. Weinroth e Robert A. Scott, tesoriere Joseph A. Smith e segretario Joan C. Bowman.

## Recensioni
- Il John F. Kennedy Center for the Performing Arts dice "... uno dei gruppi più squisiti del mondo."[6]
- La PBS si riferisce a questa compagnia di danza come a "una delle migliori compagnie americane"[7]
- L'Annenberg Center for the Performing Arts dice "Una delle compagnie di danza più brillanti del mondo..." e chiama Paul Taylor "...una leggenda vivente".[8]

## Spettacoli in video
- 1992 – Speaking in tongues, VHS, Nonesuch Records ISBN 6302550394
- 1996 – The Wrecker's Ball, VHS, PBS Thirteen/WNET Company B, Funny Papers, A Field of Grass
- 1999 – Paul Taylor Dance Company (Esplanade, Runes), VHS, Warnervision ISBN 1568327889
- 2000 – Dancemaker, DVD, Docurama ISBN 0767023447